# Ragnarök (manhwa)
För andra betydelser, se Ragnarök (olika betydelser).
Ragnarök är en manhwa författad av Lee Myung-jin där första volymen ursprungligen utgavs 1998. Den består av 10 volymer som samtliga är översatta till svenska och utgivna av B. Wahlströms bokförlag under varumärket Megamanga mellan åren 2005-2007. Översättningen är gjord av Zacharias Lindgren (vol. 1-4) och Tove Lindholm (vol. 5-10). Läsriktningen är vänster till höger.

## Handling
Ragnarök är inspirerad av fornnordisk mytologi och handlar om hjältarna Chaos, Iris, Fenris Fenrir, Loke och Lidia som kämpar mot Freja och hennes anhängare.

### Volym 1
Ödets vindar blåser genom Midgård när Ragnarök drar allt närmare och människans tidsålder står för dörren. Asagudarna tänker dock inte lägga sig på rygg och spela döda utan motstånd och har skickat sina valkyrior för att söka upp dem som förutspåtts ska starta undergången och använda dem för att förlänga gudarnas styre i ytterligare tusen år. Fenris Fenrir är emellertid övertygad om att Ragnarök måste komma omedelbart och letar å sin sida desperat efter den fallne guden Balder, genom vilken hon hoppas kunna förändra världen. Det gäller bara att hinna före valkyriorna... 

### Volym 2
För tolv år sedan begicks ett fruktansvärt brott i staden Fayon. Lord Irines äldsta dotter skulle offras och en ny arvinge utses, men flickan flydde och växte upp hos gudinnan Freja, som en av hennes valkyrior. I staden finns även andra, som runriddaren Chaos som tappat minnet, krigaren Skurai med sitt förbannade svärd och sin törst efter det blod som kan befria honom. Dit kommer Fenris Fenrir i sökandet efter den fallne guden Balder, som kan hjälpa henne att utlösa Ragnarök.

### Volym 3
Lönnmördarna har i sekler upprätthållit balansen mellan ont och gott i Midgård. Men det finns de som hellre skulle se ett Midgård utan dessa skugglika beskyddare. Den fruktade krigaren Skurai söker upp lönnmördarna i syfte att döda dem i en blodig massaker. Den ende som kan stoppa Skurai är Loke, men han är upptagen med att försöka förhindra demonherren Surts återkomst. Nu när demoner och gudar kämpar om makten behövs lönnmördarna mer än någonsin i Midgård. Balansen måste upprätthållas. 

### Volym 4
Loke, den skickligaste av lönnmördarna i Midgård, återvänder till skråets högkvarter och finner sina kamrater dräpta. Den enda ledtråd som deras bödel lämnat efter sig är ordet Chaos, skrivet i blod. Loke ger sig genast ut på jakt efter hämnd på denne mystiske Chaos. Men en annan mördare följer i Lokes spår. Det är den fruktade Skurai som tror att Chaos blod kan släcka det fördömda svärdets törst. Så spelar ödet dem i händerna. Chaos har nämligen precis fått reda på att han kan rädda Midgård från undergång. Men först måste han hitta Loke. 

### Volym 5
Enligt legenden skapades Midgård när bitar av jätten Ymers hjärta spreds över världen. Nu tycks alla ha glömt historien. Men gudinnan Freja minns. Den som har Ymers hjärta i sin ägo kan styra världen. Så gudinnan ställer in siktet på den gyllene staden Prontera, där en bit av jättens hjärta förvaras. Till sin hjälp tar hon den mörka valkyrian Himmelmez och en armé av odöda. Men det finns hopp för den gyllene staden. Om bara lönnmördaren Loke och runriddaren Chaos kan enas och slåss sida vid sida mot mörkrets makter... 

### Volym 6
Valkyrian Himmelmez svävar i sin fästning över staden Prontera, som nu ockuperas av hennes armé av odöda. Fästningens långa tentakler och valkyrians soldater visar ingen nåd i sin jakt på Ymers hjärta, hela Midgårds livskälla. Men än finns hopp. Ödet har fört samman fyra unga hjältar som tillsammans är starka nog att stå emot Himmelmez. Runriddaren Chaos och lönnmördaren Loke kämpar mot den odöda armén på stadens gator. Samtidigt har besvärjerskan Fenris och prästinnan Iris lyckats hitta Ymers hjärta och gör allt för att det inte ska hamna i fel händer. Men häxan Bijou, som tjänar den mörka valkyrian, har också hittat dit och tänker inte låta någon hindra henne från att uppfylla sin härskarinnas önskan. 

### Volym 7
I grottorna under staden Prontera pågår en strid om jätten Ymers hjärta, som enligt legenden kan ge ägaren makt över hela Midgård. Fenris Fenrir och prästinnan Iris försöker förhindra att hjärtat faller i händerna på gudinnan Frejas utsända undersåtar, en kamp som plötsligt avbryts av valkyrian Sara Irine.

### Volym 8
Den gyllene staden Prontera är räddad men ännu är inte valkyriorna stoppade. Valkyrian Sara Irine har nämligen lagt beslag på en skärva av Ymers hjärta. Enligt legenden kan den som har hjärtat styra över hela Midgård.
Chaos och hans vänner har mycket kvar att lära innan de kan besegra valkyriorna, men med mänsklighetens öde i sina händer måste de ändå försöka. Med luftskepp skyndar de därför mot de norra kungadömena, där fler skärvor av hjärtat ska finnas gömda. Det blir en farofylld flygfärd med bevingade lindormar och valkyriornas hantlangare i hasorna. 

### Volym 9
Staden Geffen sjuder av aktivitet och förväntan inför årets stora händelse - magifestivalen. Men alla besökare uppskattar inte tillställningen. Chaos och hans vänner vill genast fortsätta sin resa mot de norra kungadömena för att få tag i den saknade skärvan av Ymers hjärta, och därmed rädda Midgård från undergång. Men alla vägar ut ur Geffen är stängda under festivalen. Våra hjältars enda chans att hinna i tid är att Fenris vinner festivalens magiturnering och besegrar några av Midgårds allra mäktigaste besvärjare.

### Volym 10
Besvärjare från hela Midgård har samlats i staden Geffen för att avgöra vem som är den mäktigaste magikern. Föga anar de att strider bortom deras vildaste fantasi pågår strax under deras fötter.
I de underjordiska grottorna svävar nämligen Iris Irine i livsfara och Chaos måste besegra sin ärkefiende för att rädda henne. Samtidigt slåss lönnmördaren Loke och Geffens maktgalna storvisir om en uråldrig alvisk kraftkälla.

## Spel
Det finns även ett MMORPG (Massive Multiplayer Online RolePlaying Game) av Ragnarök som heter Ragnarok Online. Spelet producerades samtidigt som mangan och har rönt stora framgångar med dess fina manga-liknande grafik och stora värld.